# Roxana Blanco
Roxana Blanco (Montevideo, 6 de noviembre de 1967) es una actriz uruguaya de cine, teatro y televisión. Es egresada de la Escuela Multidisciplinaria de Arte Dramático de Montevideo.

## Biografía
Es hermana del dramaturgo Sergio Blanco. Tomó clases de actuación y canto en la Escuela Multidisciplinaria de Arte Dramático, de donde egresó a principios de los noventa. Desde entonces desarrolló una prolífica carrera en teatro, que le valió ganar el Premio Florencio en tres ocasiones. En 2012 ingresó al elenco de la Comedia Nacional, al cual pertenece desde entonces.
Paralelamente, ha desarrollado una importante carrera en cine y televisión que le ha concedido reconocimiento internacional y múltiples premios. Ha participado en películas de gran reconocimiento en su país y en el exterior, como Artigas: La Redota, de César Charlone, La demora, de Rodrigo Plá y El muerto y ser feliz, de Javier Rebollo.
Por su protagónico en la película Alma mater, de Álvaro Buela, obtuvo el premio a la mejor actriz en el Festival Cinematográfico de Biarritz (Francia) de 2005, el que luego recibió nuevamente en 2012 por su trabajo en La demora.
Ha participado en más de veinte obras teatrales, representando textos de los principales autores del teatro mundial. En 2009, protagonizó junto a Alejandra Wolff, Jenny Galván, y Andrea Davidovics la serie de televisión Las novias de Travolta, basada en la obra teatral que ya había protagonizado anteriormente. 

## Teatro
Entre sus participaciones en teatro cabe destacar:
- Sueño de otoño, de Jon Fosse
- Las novias de Travolta, de Andrés Tulipano
- El lector por horas, de José Sanchis Sinisterra
- La prueba, de David Auburn
- La Sangre, de Sergi Belbel
- Tres mujeres altas, de Edward Albee
- Agatha, de Marguerite Duras
- Humores que matan, de Woody Allen
- Macbeth, de William Shakespeare
- Frida, de Ricardo Halac
- Cyrano de Bergerac, de Edmond Rostand
- El último de los amantes ardientes, de Neil Simon
- Roberto Zucco, de Bernard-Marie Koltès
- Querido lobo, de Roger Vitrac
- Ricardo III, de William Shakespeare
- Toda nudez será castigada, de Nelson Rodrigues
- Doña Rosita la soltera, de Federico García Lorca
- Las troyanas, de Eurípides
- Cabaret, de Bob Fosse
- Tango, de Sławomir Mrożek

Con la Comedia Nacional:
- Orestíada, de Esquilo
- Terrorismo, de los hermanos Presnyakov
- Molly, de Brian Friel
- La mitad de Dios, de Gabriel Calderón
- El tiempo todo entero, de Romina Paula
- La visita de la anciana dama, de Friedrich Dürrenmatt

## Cine
- 9, de Martín Barrenechea y Nicolás Branca
- El muerto y ser feliz, de Javier Rebollo
- El sexo de las madres, de Alejandra Marino
- La demora, de Rodrigo Plá
- Artigas: La Redota, de César Charlone
- Nochebuena, de Camila Loboguerrero
- Matar a todos, de Esteban Schroeder
- Alma mater, de Álvaro Buela

## Televisión
| País                 | Año  | Título                    | Personaje                    | Cadena   |
| -------------------- | ---- | ------------------------- | ---------------------------- | -------- |
| Bandera de Argentina | 2006 | Amas de casa desesperadas | Antigua amiga de Lía Salgari | Canal 13 |
| Bandera de Uruguay   | 2009 | Las novias de Travolta    | Gabriela                     | Teledoce |

## Premios

### Internacionales
La actriz ha sido premiada internacionalmente en los siguientes festivales de cine:
- Festival de Cine Latinoamericano de Biarritz: gran premio de interpretación femenina (Alma mater) y mejor actriz (La demora)
- Festival Internacional de Cine de Milán: premio especial del jurado (Alma mater)
- Festival Internacional del Nuevo Cine Latinoamericano de La Habana: premio mejor actriz (Alma mater)
- Festival de Cine Internacional de Orense: premio mejor actriz (Matar a todos)
- Festival Internacional de Siracusa: mención especial (Matar a todos)
- Festival de Costa Rica: mejor actriz (La demora)
- Festival de Catalunya: mejor actriz (La demora)
- Festival de Toulouse: mejor actriz (El muerto y ser feliz)

### Nacionales
Entre numerosos premios nacionales, pueden citarse los siguientes:
- Premio Florencio a revelación (Menú de cuentos), a mejor actriz de reparto (Terrorismo, Roberto Zucco) y a mejor actriz protagónica (Agatha, La travesía [2017])[4]
- Premio Parcum otorgado por el Parlamento Cultural del Mercosur a una de las diez personalidades destacadas de la cultura uruguaya.
- Premio de la Asociación de Críticos de Cine del Uruguay a mejor actriz de cine (La demora [2013])
- Premio Morosoli (Alma mater [2005])
- Premio Fripesci a revelación en cine y a la mejor actriz de cine (Alma mater)
- Premio Iris (Alma mater y El lector por horas)
- Premio a la mujer del año (Alma mater; Matar a todos [2008]; La demora)